# アンヴァール・ベルディエフ
アンヴァール・ベルディエフ（ラテン文字:Anvar Berdiev、ウズベク語: Anvar Berdiev / Анвар Бердиев、1978年5月11日 - ）は、ウズベキスタン出身の元プロサッカー選手である。現役時代のポジションはFW。「アンワール・ベルディエフ」や「アンヴァル・ベルディエフ」と表記されることもある。

## キャリア
ベルディエフはテミリュルチ・カガンでプロサッカー選手としてのキャリアを始めた。2000年、ベルディエフはネフチ・フェルガナへと移籍、翌年の2001年にはウズベク・リーグ優勝を経験した。
ベルディエフは現在ウズベク・リーグで最も得点を決めた選手である (通算225ゴール) 。2012年9月13日、彼はキジルクム・ザラフシャン戦で199ゴール、200ゴール目を決め、ザファル・ホルムロドフについでウズベク・リーグで200ゴールを決めた選手となった。

## ウズベキスタン代表
ベルディエフは1998年4月24日に行われたサッカーアゼルバイジャン代表との親善試合でサッカーウズベキスタン代表初出場を果たした。代表では5試合に出場、2ゴールを決めている。

## 獲得タイトル

### クラブ
ネフチ・フェルガナ
- ウズベク・リーグ 優勝: 2001
- ウズベク・リーグ 準優勝 (5): 2000, 2002, 2003, 2004, 2006
- ウズベキスタン・カップ 準優勝 (2): 2001, 2002

ブニョドコル
- ウズベク・リーグ 優勝: 2013
- ウズベキスタン・カップ 優勝: 2013

### 個人タイトル
- ウズベク・リーグ得点王: 2012 (19ゴール)
- ゲンナディー・クラスニツキー・クラブ: 277ゴール

## 記録
| シーズン | クラブ               | 出場 | ゴール |
| -------- | -------------------- | ---- | ------ |
| 1995     | マシュアル・ムバレク |      | 4      |
| 1996     | マシュアル・ムバレク |      | 7      |
| 合計     | 合計                 |      | 11     |
| 1997     | ナサフ・カルシ       |      | 12     |
| 1998     | ナサフ・カルシ       |      | 9      |
| 1999     | ナサフ・カルシ       |      | 12     |
| 合計     | 合計                 |      | 33     |
| 2000     | ネフチ・フェルガナ   |      | 17     |
| 2001     | ネフチ・フェルガナ   |      | 14     |
| 2002     | ネフチ・フェルガナ   |      | 18     |
| 2003     | ネフチ・フェルガナ   |      | 17     |
| 2000     | ネフチ・フェルガナ   |      | 2      |
| 2005     | ネフチ・フェルガナ   |      | 10     |
| 2006     | ネフチ・フェルガナ   |      | 9      |
| 2007     | ネフチ・フェルガナ   |      | 9      |
| 2008     | ネフチ・フェルガナ   |      | 12     |
| 2009     | ネフチ・フェルガナ   |      | 13     |
| 2010     | ネフチ・フェルガナ   |      | 10     |
| 2011     | ネフチ・フェルガナ   |      | 11     |
| 2012     | ネフチ・フェルガナ   |      | 19     |
| 2013     | ネフチ・フェルガナ   |      | 3      |
| 合計     | 合計                 |      | 164    |
| 2013     | ブニョドコル         |      | 4      |
| 2014     | ブニョドコル         |      | 1      |
| 合計     | 合計                 |      | 5      |
| 2015     | FKアンディジャン     |      | 7      |
| 2016     | FKアンディジャン     |      | 4      |
| 合計     | 合計                 |      | 11     |
| 2018     | ネフチ・フェルガナ   |      | 1      |
| 通算     | 通算                 |      | 225    |

最終更新日：2018年11月29日